# Loriomyia guttipennis
Loriomyia guttipennis är en tvåvingeart som beskrevs av Kertesz 1899. Loriomyia guttipennis ingår i släktet Loriomyia och familjen borrflugor. Inga underarter finns listade i Catalogue of Life.